# Monclova
Monclova ist eine Stadt im mexikanischen Bundesstaat Coahuila und hat inklusive ihrer Vororte etwa 363.753 Einwohner. Die Stadt hat die höchste Stahlproduktion in Mexiko, weswegen sie auch als die „Hauptstadt“ des Stahls bekannt ist.

## Sehenswürdigkeiten
Sehenswürdigkeiten sind die Gemeindekirchen Santiago Apóstol und San Francisco de Asís, die Kirche Ermita de Zapopan, das Museum El Polvorín, die Parkanlagen Xochipilli 1 und 2, der Zoo und die Museumsbibliothek Pape mit mehr als 110.000 Büchern.

## Söhne und Töchter der Stadt
- Nora Leticia Rocha (* 1967), Mittel- und Langstreckenläuferin
- Susana Zabaleta (* 1964), Sängerin und Schauspielerin